# Mount Bakker
Mount Bakker ist ein 1813 m hoher und isolierter Berg mit einer verschneiten Nordflanke im ostantarktischen Mac-Robertson-Land. Er ragt 13 km südsüdöstlich des Mount Starlight in den Prince Charles Mountains auf.
Kartiert wurde der Berg anhand von Vermessungen und mithilfe von Luftaufnahmen, die zwischen 1955 und 1965 im Rahmen der Australian National Antarctic Research Expeditions entstanden. Das Antarctic Names Committee of Australia (ANCA) benannte den Berg nach Frederick C.R. Bakker, Funkverkehrsüberwacher auf der Davis-Station im Jahr 1964.